# Marinebrigade Weber
Die Marine-Brigade Weber (auch Marinebrigade Weber) war eine deutsche Marine-Brigade im Zweiten Weltkrieg.
Die Brigade wurde im August 1944 in Bordeaux in Südfrankreich durch den Kommandant des Marine-Arsenals Bordeaux aufgestellt. Sie sollte den Rückmarsch deutscher Marinekräfte von der südfranzösischen Atlantikküste in Richtung Norden sichern helfen. Der Verband wurde im September 1944 wieder aufgelöst, wobei Teile, wie die Angehörigen des Marine-Regiments Gebauer, in Gefangenschaft gingen.

## Brigadekommandeur
- Konteradmiral (Ing.) Carl Weber

## Gliederung
- Marine-Regiment (Horst) von Pflugk-Harttung: vier Abteilungen, aus Mannschaften des Zerstörers Z 37, der 8. Minensuchflottille, der 10. Marine-Bordflak-Abteilung und der Kriegsmarinedienststelle Borderaus
- Marine-Regiment (Friedrich) Badermann: vier Abteilungen, aus Personal des Marinearsenals Bordeaux, der Kriegsmarinewerft Bordeaux, der 12. U-Boot-Flottille und italienischen Marinesoldaten
- Marine-Regiment (Ernst) Kühnemann: fünf Abteilungen, aus Personal des Hafenkommandanten Bordeaux
- Marine-Regiment (Max) Gebauer: drei Abteilungen, aus der Marine-Flakschule II (Dax)

## Bekannte Personen
- Gerhard Bidlingmaier: Abteilungskommandeur beim Marine-Regiment von Pflugk-Harttung
- Klaus Scholtz: Bataillonskommandeur beim Marine-Regiment Badermann